# Erwin Schrödinger
Erwin Rudolf Josef Alexander Schrödinger (n. 12 august 1887, Viena, Austro-Ungaria – d. 4 ianuarie 1961, Viena, Austria) a fost un fizician austriac, laureat al premiului Nobel pentru fizică în 1933, unul din părinții fizicii cuantice. Schrödinger a fost profesor de fizică teoretică la Berlin, Graz și Dublin și este fondatorul mecanicii ondulatorii, a cărei ecuație fundamentală îi poartă numele. A studiat de asemenea elementul radiu și a adus contribuții însemnate la definitivarea teoriei culorii.
Prima lucrare de mecanică ondulatorie elaborată de Schrödinger în ianuarie 1926 înlocuiește electronul din modelul atomic al lui Niels Bohr cu o serie de unde, aplicând teoria lui Louis de Broglie, conform căreia electronii se comportă ca niște unde; această teorie este încorporată în ecuația lui Schrödinger.

## Biografie
Copilăria și tinerețea 
Schrödinger s-a născut la Erdberg, Viena, Austria, la 12 august 1887.Tatăl său era  Rudolf Schrödinger (producător cerecloth, botanist  )  și  mama lui,Georgine Emilia Brenda Schrödinger (născută Bauer) ,fiica lui Alexander Bauer , profesor de chimie, la  TU Wien ).  El a fost singurul copil al cuplului.
Mama sa era pe jumătate de origine austriacă și pe jumătate de origine engleză; tatăl său era catolic, iar mama sa era luterană . El  era ateu .  Cu toate acestea, a avut un interes puternic pentru religiile orientale și panteism și a folosit simbolismul religios în lucrările sale.  De asemenea, el credea că munca sa științifică era o căutare a divinității într-un sens intelectual. 
De asemenea, a  învățat limba engleză în afara școlii, deoarece bunica sa maternă era britanică.  Între 1906 și 1910 (anul în care și-a obținut doctoratul), Schrödinger a studiat la Universitatea din Viena, sub îndrumarea fizicienilor Franz S. Exner (1849–1926) și Friedrich Hasenöhrl (1874–1915). A obținut doctoratul la Viena sub îndrumarea lui Hasenöhrl. De asemenea, a condus lucrări experimentale cu Karl Wilhelm Friedrich „Fritz” Kohlrausch. În 1911, Schrödinger a devenit asistentul lui Exner. 
 Tânăr adult 

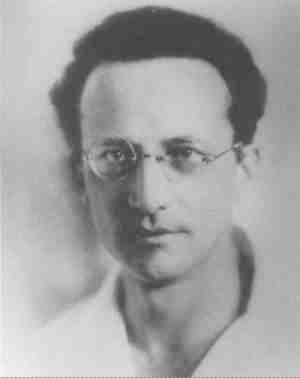
Erwin Schrödinger în tinerețe

În 1914, Schrödinger a obținut abilitarea ( venia legendi). Între 1914 și 1918 a participat la activități militare ca ofițer comandat în artileria fortărețelor austriece  Gorizia, Duino, Sistiana, Prosecco, Viena. În 1920 a devenit asistentul lui Max Wien, la Jena, iar în septembrie 1920 a obținut funcția de asistent asociat. Prof. ( ausserordentlicher Professor ), aproximativ echivalent cu Reader (Regatul Unit) sau profesor asociat (SUA), la Stuttgart,Germania . În 1921, a devenit profesor titular ( ordentlicher Professor ) la Breslau (acum Wrocław, Polonia). 
În 1921, s-a mutat la Universitatea din Zürich . În 1927,l-a  înlocuit pe Max Planck la Universitatea Friedrich Wilhelm din Berlin. În 1933, Schrödinger a decis să părăsească Germania,deoarece dezaproba vehement antisemitismul naziștilor . A devenit membru al Colegiului Magdalen ,din cadrul Universității din Oxford . La scurt timp după mutarea în Regatul Unit, a primit Premiul Nobel pentru fizică, împărțind laurii cu Paul Dirac . Poziția sa la Oxford nu a fost apreciată; aranjamentele sale domestice neconvenționale, locuința împărțită cu două femei , nu au fost întâmpinate cu indulgență. În 1934, Schrödinger a ținut prelegeri și discursuri la Universitatea Princeton ; i s-a oferit un post permanent acolo, dar nu l-a acceptat. Din nou, dorința sa de a se muta cu soția și amanta sa ar fi putut crea probleme.  Avea oferta unui post la Universitatea din Edinburgh, dar au apărut dificultăți în obținerea vizelor și, în cele din urmă, a ocupat un post la Universitatea din Graz, Austria, în 1936. De asemenea, a acceptat oferta de a ocupa catedra la Departamentul de Fizică al Universității Allahabad din India. 
În mijlocul acestor probleme legate de titularizare, în 1935, după o corespondență extinsă cu Albert Einstein, el a propus ceea ce a fost denumit mai târziu dreptexperimentul mental „ pisica lui Schrödinger ”. 
 Anii următori 
În 1938, după Anschluss, preluarea Austriei de către naziști, Schrödinger a avut probleme la Graz din cauza plecării sale din Germania, în 1933 și a cunoscutei sale opoziții față de nazism .  El a scris o declarație prin care își retragea  această opoziție,  pe care a regretat-o mai târziu, explicându-i lui Einstein: „Am vrut să rămân liber – și nu am putut face asta fără o mare duplicitate”.  Totuși, acest lucru nu a mulțumit pe deplin noua conducere, iar Universitatea din Graz l-a demis din funcție pentru „lipsă de încredere politică”. A fost hărțuit și îi s-a ordonat să nu părăsească țara, dar a fugit în Italia împreună cu soția sa. De acolo, a fost invitat să lucreze ca profesor la universitățile din Oxford și Ghent .  

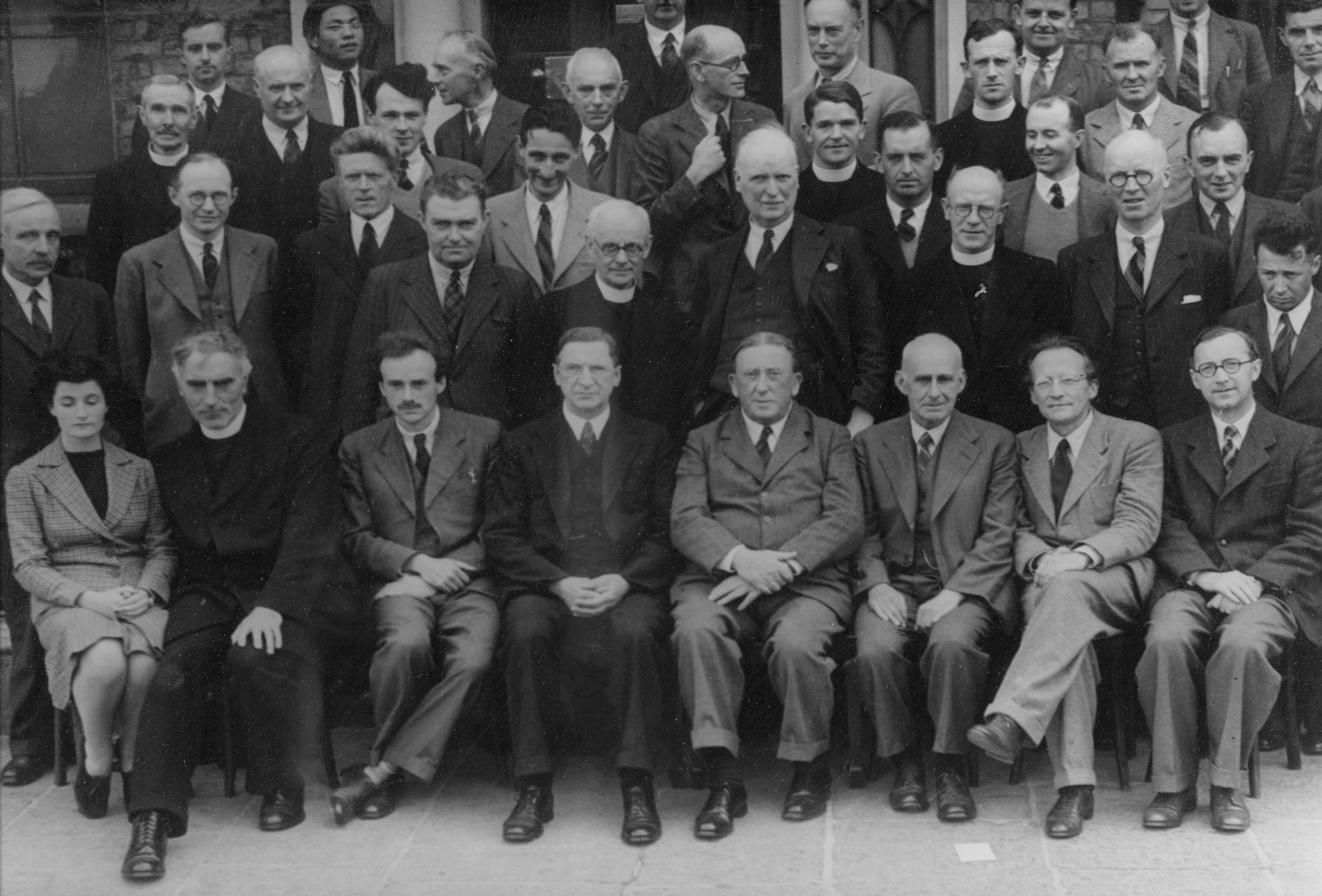
Schrödinger (primul rând din față, al doilea din dreapta) și De Valera (primul rând din față, al patrulea din stânga) la Institutul de Studii Avansate din Dublin în 1942.

În același an, a primit o invitație personală din partea Taoiseach-ului Irlandei, Éamon de Valera – el însuși fiind matematician – de a se stabili în Irlanda și a fost de acord să ajute la înființarea unui Institut de Studii Avansate la Dublin .  S-a mutat pe strada Kincora Road, Clontarf, Dublin și a trăit modest. O placă comemorativă a fost ridicată la reședința sa din Clontarf și la locul său de muncă din Piața Merrion .    Schrödinger considera că, în calitate de austriac, avea o relație unică cu Irlanda. În octombrie 1940, un scriitor de la Irish Press l-a intervievat pe Schrödinger, care a vorbit despre moștenirea celtică a austriecilor, spunând: „Cred că există o legătură  profundă între noi, austriecii, și celți. Se spune că numele locurilor din Alpii austrieci sunt de origine celtică.”  A devenit directorul Școlii de Fizică Teoretică în 1940 și a rămas acolo timp de 17 ani, până în 1957. A devenit cetățean irlandez naturalizat în 1948, dar și-a păstrat și cetățenia austriacă,de asemenea.  A publicat aproximativ cincizeci de alte lucrări pe diverse teme, inclusiv explorările sale asupra teoriei câmpului unificat . 
În 1943, Schrödinger a ținut o serie de trei prelegeri importante la Trinity College Dublin, care au avut foarte multă influență la universitate. Acesta a fost începutul unei serii conferințe anuale care îi poartă numele ,și clădirile din cadrul Colegiu au fost denumite după el. 
În 1944, a scris  cartea ,,Ce este viața?"( ,,What is life?",în original)care conține o discuție despre negentropie și conceptul de moleculă complexă cu codul genetic pentru organismele vii . Conform memoriilor lui James D. Watson, „ADN-ul, secretul vieții”(,,DNA,the secret of life",în original), cartea lui Schrödinger i-a oferit lui Watson inspirația de a cerceta gena, ceea ce a dus la descoperirea structurii dublei helixice a ADN-ului în 1953. În mod similar, Francis Crick, în cartea sa autobiografică *What Mad Pursuit* (Ce urmărire nebună), a descris cum a fost influențat de ideile lui Schrödinger,despre modul în care informațiile genetice ar putea fi stocate în molecule. 
Schrödinger a rămas la Dublin până la pensionarea sa din  1955.
Un manuscris, „Fragment dintr-un dialog nepublicat al lui Galileo ”  din această perioadă, a reapărut la internatul Spitalului King's din Dublin  după ce a fost scris pentru ediția din 1955 a revistei „Blue Coat” a școlii, pentru a celebra plecarea sa din Dublin pentru a prelua catedra de fizică la Universitatea din Viena. 
În 1956, a revenit la Viena (președinte ad personam ). La o prelegere importantă din cadrul Conferinței Mondiale a Energiei, a refuzat să vorbească despre energia nucleară din cauza scepticismului său față de acest tip de energie și a ținut în schimb o prelegere filozofică. În această perioadă, Schrödinger s-a depărtat de definiția dualității undă-particulă din mecanica cuantică clasică și a promovat doar ideea de undă, provocând multe controverse.  

 Tuberculoza și moartea 

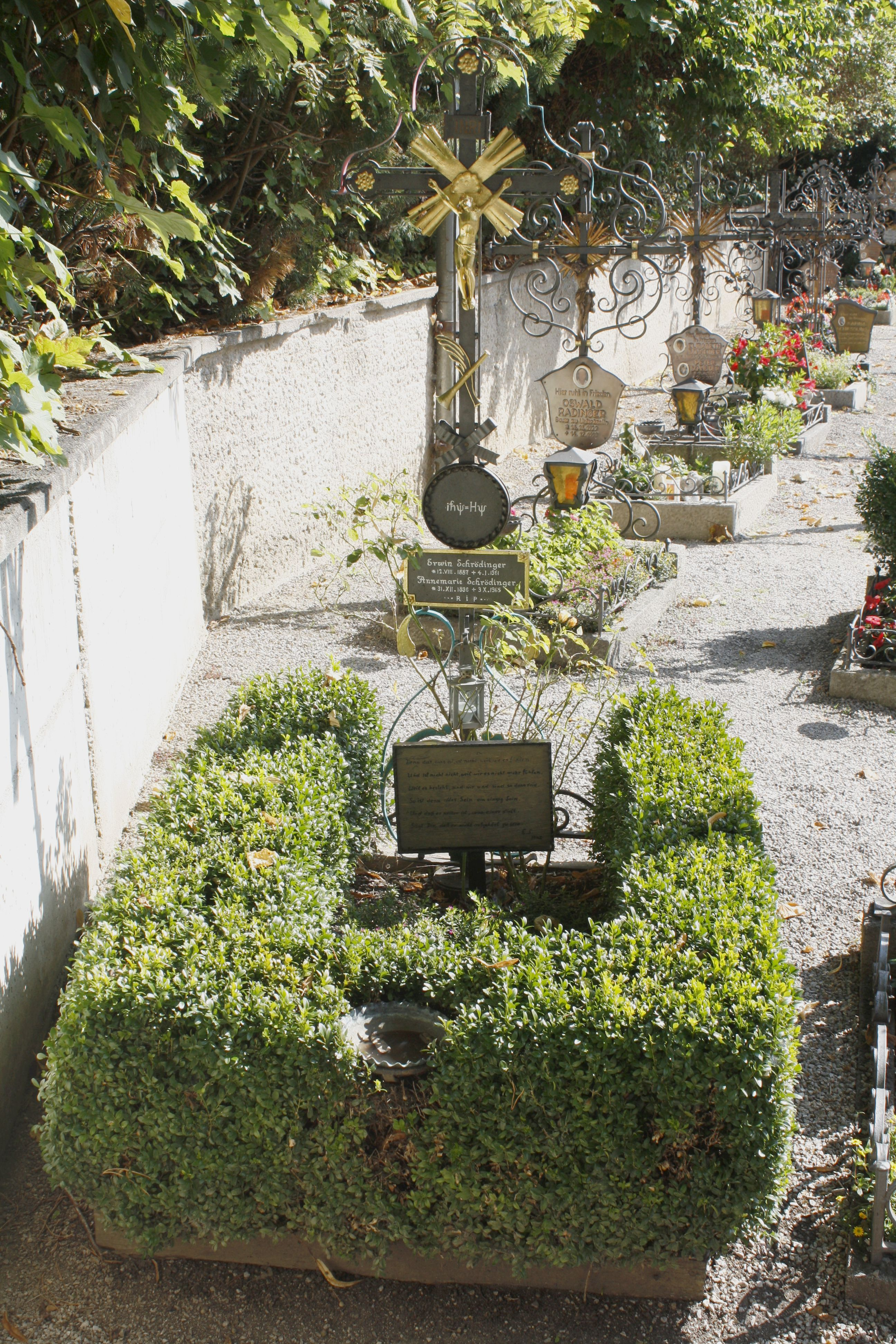
Mormântul lui Annemarie și Erwin Schrödinger; deasupra plăcuței cu numele lor, ecuația undelor mecanice cuantice a lui Schrödinger este înscrisă pe o placă circulară:

Schrödinger a suferit de tuberculoză și a stat de mai multe ori în anii 1920 la un sanatoriu din Arosa, Elveția. Acolo a formulat ecuația undelor.  Pe 4 ianuarie 1961, Schrödinger a murit de tuberculoză, la vârsta de 73 de ani, la Viena.  A lăsat-o pe Anny văduvă și a fost înmormântat în Alpbach, Austria, într-un cimitir catolic. Deși nu era catolic, preotul responsabil de cimitir a permis înmormântarea după ce a aflat că Schrödinger era membru al Academiei Pontificale de Științe . 

## Legături externe
- ro  Erwin Schrödinger - Biography.name